# ジョージ・ケッペル (第3代アルベマール伯爵)
第3代アルベマール伯爵ジョージ・ケッペル中将（英語: George Keppel, 3rd Earl of Albemarle KG PC、1724年4月8日 – 1772年10月13日）は、グレートブリテン王国の貴族、軍人。七年戦争中の1762年にハバナを占領したことで知られる。1754年までバリー子爵の儀礼称号を使用した。

## 七年戦争以前の経歴
第2代アルベマール伯爵ウィリアム・ヴァン・ケッペルとアン・レノックスの息子として、1724年4月8日に生まれた。1738年2月1日にコールドストリームガーズのエンサインとしての辞令を受けた後、1741年4月25日に第1王立竜騎兵連隊の中尉に昇進した。1743年4月14日に再びコールドストリームガーズに移り、1745年5月27日に中佐に昇進した。同時期にはカンバーランド公爵ウィリアム・オーガスタスのエー＝ド＝カンを務め、オーストリア継承戦争のフォントノワの戦いと1745年ジャコバイト蜂起のカロデンの戦いに参戦した。カロデンの戦いではジャコバイト軍のハイランド兵士が軍営まで押し入り、政府軍の兵士からマスケット銃を奪うと、ケッペルの派手な服から彼をカンバーランド公爵と勘違いして至近距離で銃撃したという逸話がある。戦後にインヴァネスから海路でロンドンに向かい、カロデンの戦いの報せを届けると、国王ジョージ2世から1,000ポンドの褒賞を与えられ、ジョージ2世のエー＝ド＝カンとカンバーランド公の寝室侍従に任命された。同年にチチェスター選挙区で庶民院議員に当選、1749年に貴族院に移籍するまで務めた。1749年11月1日、第20歩兵連隊長に任命された。

## 七年戦争

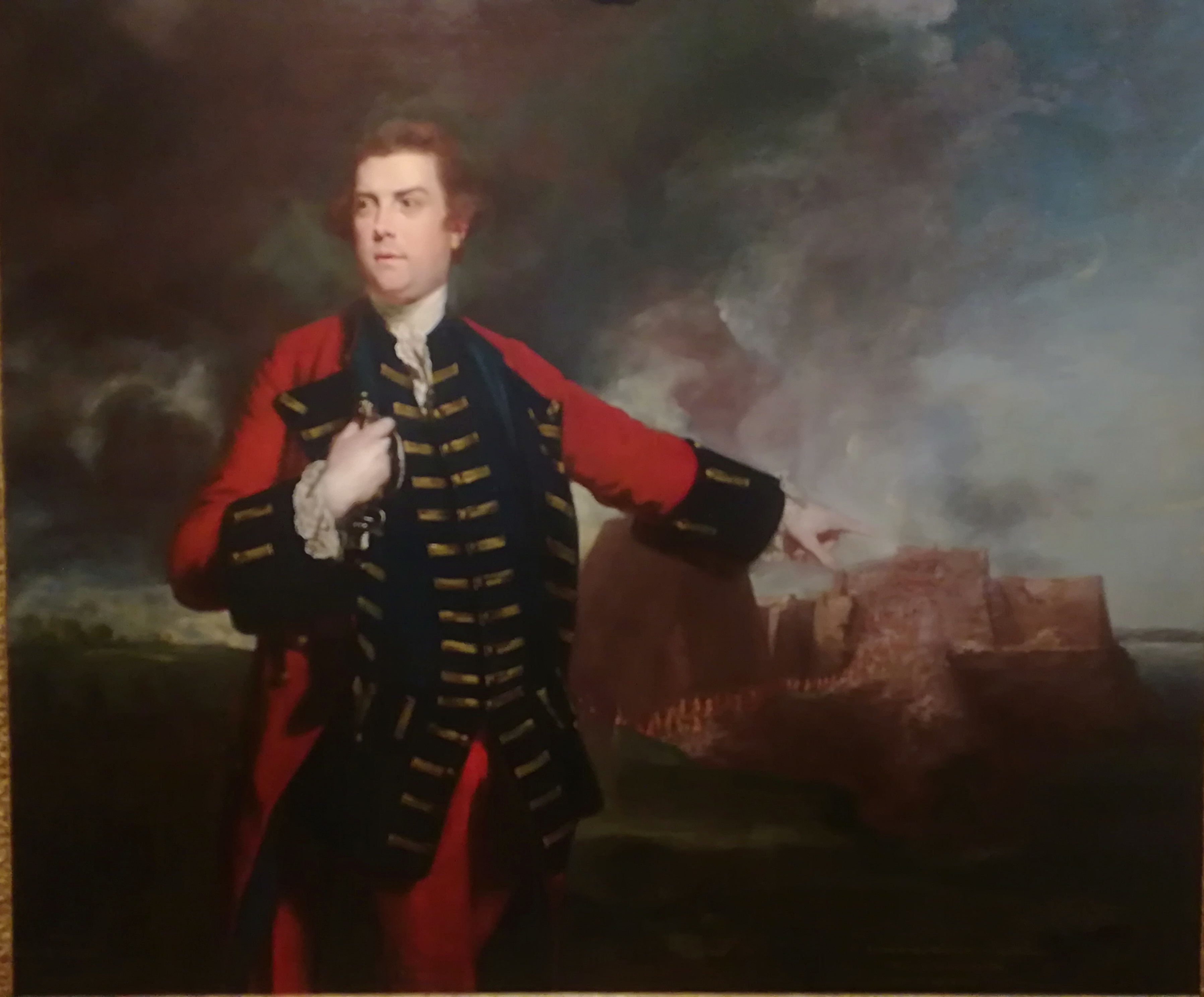
モロ城の強襲、ジョシュア・レノルズ作。

1754年に父が死去するとアルベマール伯爵を継承、同年に第3竜騎兵連隊に移籍した。1756年に少将に、1759年に中将に昇進、1761年に枢密顧問官とジャージー総督に任命された。ジョージ・ジャーメインの軍法会議（1760年、ミンデンの戦いによる）にも関与し、ジャーメインに敵意を向けたという。
1762年3月5日、遠征軍1万人を率いてサー・ジョージ・ポコック提督の艦隊でハバナ攻撃に向かった（ハバナの戦い）。攻撃は7月30日にモロ城を占領したことで勝利に終わり、アルベマール伯爵は総指揮官として12万2千ポンドの戦利品を得た。その後、1763年2月に帰国した。

## 晩年
1764年12月にバス勲章を、1771年7月にガーター勲章を授与された。政治では自由主義的であり、王室婚姻法に反対したことで知られる。1772年10月13日に48歳で死去、ノーフォークのクィッデナムで埋葬された。

## 家族
1771年、ジョン・ミラーの娘アン（1824年没）と結婚、1男をもうけた。
- ウィリアム（1772年 – 1849年） - 第4代アルベマール伯爵